# International Typeface Corporation
De International Typeface Corporation (ITC) is een uitgeverij van lettertypen. ITC werd in 1970 opgericht door Aaron Burns, Herb Lubalin en Ed Rondthaler. ITC was een van de eerste letteruitgeverijen die niet voorheen aan loodgieten had gedaan.
ITC werkte aan advertentie-ontwerpen waarin vele verschillende lettertypen goed tot hun recht kwamen. Tegenwoordig legt ITC zich nog voornamelijk toe op grote kopletters voor advertentiedoeleinden (display typefaces).
De uitgeverij brengt heel veel letterfamilies uit elk jaar, en velen waren dan ook complete sets van de letterstijlen. Zo zijn er revivals uitgebracht waarvan stijlen nog misten (zoals de Bold, Condensed, Italic, Cyrillic stijlen). Ook probeerde het bedrijf de norm te handhaven voor een gelijke x-hoogte en een compactere compositie. Zowel klassieke als nieuwe lettervormen van zeer bekende makers werden (weer) op de markt gebracht in digitale formaten, waaronder OpenType, gekenmerkt door de ITC OpenType Pro benamingen: bijvoorbeeld ITC Goudy Sans Pro en ITC Officina Pro.
Momenteel telt de originele lettertypebibliotheek van ITC meer dan 1650 lettertypen. Deze bibliotheek groeit nog steeds met enkele tientallen per jaar.
Tot 1999 gaf ITC het kwartaalblad U&lc (afkorting van "Upper & lower case") uit, gericht op de professionele typograaf/letterontwerper, voor wie het een vermaard medium werd.
Op 2 maart 2000 werd bekendgemaakt dat ITC werd overgenomen door Agfa-Monotype voor een niet nader genoemd bedrag van Esselte.